# Ginga Patrol PJ
Once Upon a Time… Space (фр. Il était une fois… l'Espace) — аниме-сериал японо-французского производства, выпущенный студией Eiken. В Японии сериал транслировался в 1984 году под названием Ginga Patrol PJ (яп. 銀河パトロールPJ,  англ. Galaxy Patrol PJ). Несмотря на большой успех на западе, в Японии сериал пользовался низкой популярностью.

## Сюжет
Действие происходит в далёком будущем, в эпоху, когда многие галактические империи противостоят друг другу. Среди них есть Конфедерация Омеги (в которую входят 11 цивилизаций, в том числе и Земля), военная республика Кассиопея и мощный компьютер, который управляет армией роботов. Параллельно группа космических полицейских должна путешествовать по Вселенной, чтобы решать такие проблемы, как загрязнение, перенаселение и многое другое.

## Список персонажей
- Пьеретта — президент Конфедерации Омега и мать Пьеро.
- Пьеро — сын полковника Пьере, председателя Пьеретты. Лейтенант, по мере развития сюжета становится капитаном. Позитивный и бесстрашный главный герой, который жаждет новых приключений. Сэйю: Инаба Минору
- Пси —  молодая смуглая женщина, которая сопровождает Пьеро во время опасных миссий. Обладает сверхспособностями, с помощью которых может предвидеть будущее и телепатически общаться. Её настоящее имя — Мерседес.
- Метро — робот, сопровождающий главных героев, очень умный, но в то же время и нудный. Обычно решает сложные ситуации во время миссии. Очень любопытен, знает многое о биологии человека.
- Ле Грос — верховный командир и подчинённый полковника Пьере. Темпераментный, прямолинейный и импульсивный. Легко выходит из себя и лезет в драку.
- Маестро — учёный и декан Конфедерации Омега, состоит в совете. Невероятно умный, однако его объяснения слишком непонятны для простых людей, но всё равно выступает голосом мудрости. Создал Метро по своему подобию и характеру, из-за чего порой входит с ним в споры. Сэйю: Томияма Кэй
- Петит-Грос — лучший друг Пьеро, обучался вместе с ним в академии полиции. Сын верховного главнокомандующего, унаследовал от него пылкий нрав и склонен лезть в драку. Работает в космической Полиции Омега. Сэйю: Хара Эрико

## Трансляция по странам
| Country              | Television broadcasts                         |
| -------------------- | --------------------------------------------- |
| Франция              | FR3 **                                        |
| Финляндия            | MTV3                                          |
| Австралия            | SBS                                           |
| Канада               | CBC Television, Télévision de Radio-Canada ** |
| Италия               | RAI **                                        |
| Греция               | ERT                                           |
| Испания              | Televisión Española (TVE) **                  |
| Нидерланды           | Katholieke Radio Omroep (KRO) **              |
| Швейцария            | SSR (French)                                  |
| Бельгия              | RTBF, BRT                                     |
| Аргентина            | Crustel S.A. */**                             |
| Япония               | Eiken Co. Ltd., Fuji TV */**                  |
| Норвегия             | NRK, Norsk Rikskringkasting                   |
| Германия             | WDR, SWF                                      |
| Австрия              | ORF                                           |
| Швеция               | SVT                                           |
| Португалия           | RTP                                           |
| Ирландия             | RTÉ                                           |
| Исландия             | Sjónvarpið (RÚV)                              |
| Великобритания       | Channel 4                                     |
| Израиль              | Logi                                          |
| Польша               | Telewizja Polska (TVP), TV Puls               |
| ЮАР                  | SABC                                          |
| Китайская Республика | Taiwan Television (TTV)                       |
| Венгрия              | Minimax                                       |
| Чехия                | ČT1                                           |

* Студия-создатель
** Сопродюсер